# Чалая, Зинаида Акимовна
Зинаида Акимовна Чалая (Антонова, урожденная Фурсова) (15 января 1899 года, Ялта — 18 мая 1971 года, Москва) — советская писательница и поэтесса, драматург, театровед, мемуаристка.
В 1917 году вступила в большевистскую партию, участница гражданской войны, была знакома с Л.Мокиевской-Зубок, о чём оставила мемуары.
После войны была на литературной работе, член Союза писателей СССР. Наиболее известна её книга о герое-лётчике А.Серове, вышедшая в серии ЖЗЛ.
Дочь — театровед Наталья Анатольевна Крымова.

## Сочинения
- Серебряный ялик (стихи). Госиздат, Ростовское н/Д. отделение, 1922 — 76 с.
- Проблемы театра в эстетике Дидро (1936).
- Волонтер: пьеса в одном действии. Крестьянская газета, 1938. 15 стр.
- Оборонная драматургия (опыт исследования нашей творческой работы в свете задач современности). М-Л, 1938 // сб. Бумажные войны, 2016.
- Анатолий Серов (ЖЗЛ), 1939, 1955.